# Lighttpd
lighttpd (pronunciado como lighty) é um servidor web de código-aberto projetado para otimizar ambientes de alta performance. A utilização de memória é baixa se comparada a outros servidores web, possui um bom gerenciamento de carga da UCP (CPU) e opções avançadas como CGI, FastCGI, SCGI, SSL, reescrita de URL, entre outras.
O lighttpd concorre de igual para igual com servidores consagrados, como Apache, nos quesitos velocidade, uso do processador e memória.[carece de fontes?] Em alguns casos mostra-se até superior.[carece de fontes?] Porém, possui bem menos módulos que o Apache.[carece de fontes?] Sua configuração é extremamente simples e fortemente baseada em expressões regulares ao estilo Perl.
Devido ao péssimo suporte a FastCGI do Apache, o lighttpd tornou-se muito popular na comunidade Ruby on Rails,[carece de fontes?] visto que possui uma ótima implementação do protocolo.
O lighttpd utiliza licença BSD.